# Gare de Reus
La gare de Reus est située nord de Reus. Elle permet la desserte de la ville pour les lignes régionales Ca3, Ca4a et Ca6 en Catalogne. 
Elle est aussi desservie par les trains grandes lignes Talgo (Barcelone - Bilbao-Abando) et les trains Estrella à destination de Madrid, de la Galice et les Asturies.

## Service des voyageurs

### Desserte
Grandes Lignes :
| Nom      | Destination                                      | Matériel  |
| -------- | ------------------------------------------------ | --------- |
| Talgo    | Barcelone-Sants/Bilbao-Abando                    | Talgo III |
| Estrella | Barcelone-Sants/Madrid-Chamartin-Clara Campoamor | Talgo     |
| Estrella | Barcelone-Sants/La Corogne-San Cristóbal         | Talgo     |
| Estrella | Barcelone-Sants/Gijon-Cercanias                  | Talgo     |

Trois lignes régionales Catalunya Exprés desserve la ville :
| Lignes | Trajet                                         |  |
| ------ | ---------------------------------------------- |  |
| Ca-3   | Barcelone-França - Reus - Riba-roja de Ebre    |  |
| Ca-4a  | Barcelone-França - Tarragone - Lérida Pyrénées |  |
| Ca-6   | Barcelone-França - Caspe - Saragosse-Delicias  |  |